# レイパパレ
レイパパレ（欧字名:Lei Papale 香:麗冠花環、2017年1月28日 - ）は、日本の競走馬・繁殖牝馬。主な勝ち鞍は2021年の大阪杯、2020年のチャレンジカップ。
馬名の意味は、ハワイ語で帽子の縁の周りに飾るレイ。母名より連想。

## 経歴

### デビュー前
2017年1月28日、北海道安平町のノーザンファームで誕生。一口馬主法人キャロットファームから総額6,000万円（一口15万円×400口）で募集された。ノーザンファーム空港で育成の後、栗東の高野友和厩舎に入厩した。

### 3歳（2020年）
デビュー戦として1月11日に京都競馬場で行われた3歳新馬戦に川田将雅鞍上、1番人気で出走。レースでは2番手追走から楽に抜け出すと最後は2着ホワイトロッジに2馬身差をつけデビュー戦を勝利で飾った。
その後、休養を挟み6月6日に阪神競馬場で行われた3歳以上1勝クラスに出走し、レースでは道中中団を追走すると最後の直線で2着オーマイダーリンとの競り合いを制し2勝目を挙げた。 続く糸魚川特別（2勝クラス）でも好位追走から直線で鋭く脚を伸ばし、2着カントルに2馬身差をつけ優勝し、デビューから無傷の3連勝とした。
秋に入り、陣営は10月18日の秋華賞に出走登録を行った。登録段階では抽選対象であり、主戦の川田は秋華賞でリアアメリアに騎乗予定のため、出走できた場合クリストフ・ルメールとのコンビで参戦を予定していたが、4/6の抽選を外し除外となってしまう。そこで同日の大原ステークス（3勝クラス）に引き続き川田とのコンビで出走。好スタートからハナを奪い逃げると、直線でも脚色は衰えることなく後続に2馬身差をつけ快勝、無傷4連勝でオープン入りを果たした。
次走には重賞初挑戦となるチャレンジカップを選択。ヴィルシーナの仔で、本年の新潟記念を制したブラヴァスらを抑え単勝1.6倍の圧倒的1番人気に支持されると、レースでは2番手追走から4コーナーで先頭に立つと最後まで押し切り、2着ブラヴァスに1馬身半差をつけて優勝。無敗で重賞初制覇を飾った。

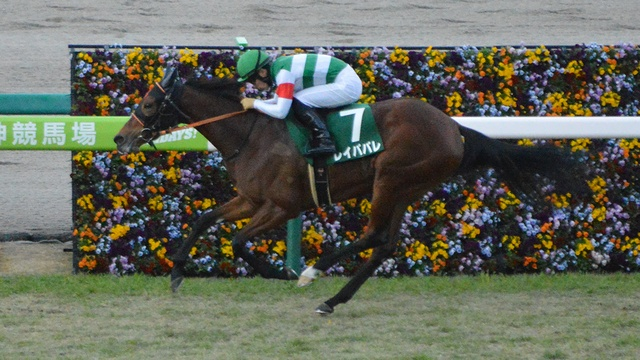
チャレンジC

### 4歳（2021年）
3月2日、休養明け初戦として4月4日の大阪杯に出走することが所属先のキャロットクラブから発表された。このレースには前年無敗で牡馬三冠を制したコントレイルや前年の最優秀短距離馬グランアレグリアも出走を表明しており、当日はその2頭とサリオスに次ぐ4番人気に推された。レースではスタートからハナを奪うと、前半1000mを59秒8の流れたペースで通過。4コーナーから直線に向くと他馬が同馬を捕らえにかかったが差は縮まらず、逆に突き放して2着モズベッロに4馬身差をつけゴール。無傷6連勝でGI初制覇を成し遂げた。6戦6勝での古馬混合GI制覇は史上3頭目、6戦目がGI初制覇となったのは史上初の記録となった。5月12日、フランスギャロより他の日本馬5頭と共に、凱旋門賞へ登録したことが発表された。
無敗で挑んだ6月27日の宝塚記念は2番人気に推される。レースは道中2番手につけそのまま直線を迎えるとクロノジェネシスにかわされ、一度はかわしたユニコーンライオンにも差し返され3着に敗退。キャリア7戦目にして初の黒星となった。その後は休養に入り、オールカマーで復帰する。1番人気に推されたが、道中2番手からやや掛かり気味での競馬となり、最後に後続に交わされ4着に敗れた。続く11月14日のエリザベス女王杯は川田がアメリカに遠征中だったためクリストフ・ルメールに乗り替わる。レースは終始力みながらの追走となり直線入り口で先頭に立ったものの、ゴール前で失速し6着に敗れた。その後は12月12日の香港カップに出走し、6着と敗れた。

### 5歳（2022年）
5歳初戦として、3月13日に行われた金鯱賞に出走。道中4番手から運び、直線では上がり3F34秒6の末脚で追い上げたが勝ち馬ジャックドールに及ばず2着に敗れた。
続いて、連覇のかかる大阪杯に出走。前年の年度代表馬エフフォーリア、5連勝で金鯱賞を制したジャックドールに次ぐ3番人気に推された。レースでは、好スタートを決め道中3番手をキープ。直線を向くと鞍上のステッキに手応え十分に反応して脚を伸ばしたが、外から強襲してきたポタジェに首差でかわされ2着に敗れた。鞍上の川田将雅は「勝ちにいって最後まで辛抱してくれたし、この馬らしい走り。負けましたが、とてもいい内容でした」と振り返った。
5月15日に行われたGIヴィクトリアマイルに出走。2020年6月6日以来のマイル戦であり、1番人気に推された。レースでは、スタートで躓き鞍上があわや落馬という事態になりながら、3番手につける。しかし最後の直線で伸びを欠き12着に敗れた。鞍上の川田は「こういう結果になって申し訳なく思います。改めて、こういう走りになった理由を探っていきたいと思います」とコメントした。
秋初戦として、10月9日に東京競馬場で行われたGII毎日王冠に出走。安田記念3着のサリオスに次ぐ2番人気に推された。レースでは好スタートから内をうかがいつつ逃げるレッドベルオーブから離れた3番手を追走。前半1000mが57秒8というハイペースの中、3コーナー過ぎから徐々に差を詰めて直線を向くと、残り400mで満を持してスパート。一旦は迫るダノンザキッドを振り切るかに思えたが、ラスト100mは脚色が鈍り4着に敗れた。その後は12月11日の香港カップに出走し、9着と敗れた。レース後、右前肢の繋ぎ部分に腫れが認められ、検査の結果にかかわらず、クラブ規定の翌年3月の引退までにいい状態で復帰することは難しいと判断、香港カップを最後に現役を引退することが発表された。12月21日付で競走馬登録を抹消、引退後は北海道安平町のノーザンファームで繁殖牝馬となる。

## 競走成績
以下の内容は、netkeiba.comおよび香港ジョッキークラブの情報に基づく。
| 競走日     | 競馬場 | 競走名           | 格   | 距離（馬場）  | 頭 数 | 枠 番 | 馬 番 | オッズ （人気） | 着順 | タイム （上がり3F） | 着差  | 騎手        | 斤量 [kg] | 1着馬（2着馬）       | 馬体重 [kg] |
| ---------- | ------ | ---------------- | ---- | ------------- | ----- | ----- | ----- | --------------- | ---- | ------------------- | ----- | ----------- | --------- | -------------------- | ----------- |
| 2020.01.11 | 京都   | 3歳新馬          |      | 芝1600m（良） | 16    | 2     | 4     | 002.70（1人）   | 01着 | R1:37.5（35.6）     | -0.3  | 0川田将雅   | 54        | （ホワイトロッジ）   | 416         |
| 0000.06.06 | 阪神   | 3歳上1勝クラス   |      | 芝1600m（良） | 14    | 5     | 8     | 002.70（1人）   | 01着 | R1:33.9（34.6）     | -0.1  | 0川田将雅   | 52        | （オーマイダーリン） | 436         |
| 0000.07.26 | 新潟   | 糸魚川特別       | 2勝  | 芝1800m（良） | 9     | 6     | 6     | 002.00（1人）   | 01着 | R1:45.3（33.2）     | -0.3  | 0川田将雅   | 52        | （カントル）         | 430         |
| 0000.10.18 | 京都   | 大原S            | 3勝  | 芝1800m（稍） | 13    | 4     | 5     | 001.90（1人）   | 01着 | R1:46.3（35.0）     | -0.3  | 0川田将雅   | 52        | （サトノウィザード） | 424         |
| 0000.12.05 | 阪神   | チャレンジC      | GIII | 芝2000m（良） | 11    | 6     | 7     | 001.60（1人）   | 01着 | R1:59.9（34.4）     | -0.2  | 0川田将雅   | 53        | （ブラヴァス）       | 424         |
| 2021.04.04 | 阪神   | 大阪杯           | GI   | 芝2000m（重） | 13    | 6     | 8     | 012.20（4人）   | 01着 | R2:01.6（36.8）     | -0.7  | 0川田将雅   | 55        | （モズベッロ）       | 422         |
| 0000.06.27 | 阪神   | 宝塚記念         | GI   | 芝2200m（良） | 13    | 2     | 2     | 003.50（2人）   | 03着 | R2:11.4（35.0）     | -0.5  | 0川田将雅   | 56        | クロノジェネシス     | 432         |
| 0000.09.26 | 中山   | オールカマー     | GII  | 芝2200m（良） | 16    | 6     | 12    | 002.10（1人）   | 04着 | R2:12.3（35.6）     | -0.4  | 0川田将雅   | 56        | ウインマリリン       | 442         |
| 0000.11.14 | 阪神   | エリザベス女王杯 | GI   | 芝2200m（良） | 17    | 1     | 1     | 002.90（1人）   | 06着 | R2:12.6（36.9）     | -0.5  | 0C.ルメール | 56        | アカイイト           | 442         |
| 0000.12.12 | 沙田   | 香港C            | G1   | 芝2000m（Gd） | 12    | 3     | 11    | 006.20（4人）   | 06着 | R2:01.41            | -0.75 | 0C.スミヨン | 55.5      | Loves Only You       | 434         |
| 2022.03.13 | 中京   | 金鯱賞           | GII  | 芝2000m（良） | 13    | 7     | 10    | 005.60（2人）   | 02着 | R1:57.6（34.6）     | -0.4  | 0川田将雅   | 56        | ジャックドール       | 430         |
| 0000.04.03 | 阪神   | 大阪杯           | GI   | 芝2000m（良） | 16    | 7     | 14    | 009.20（3人）   | 02着 | R1:58.5（35.6）     | -0.1  | 0川田将雅   | 55        | ポタジェ             | 434         |
| 0000.05.15 | 東京   | ヴィクトリアM    | GI   | 芝1600m（良） | 18    | 7     | 13    | 004.10（1人）   | 12着 | R1:32.9（34.3）     | -0.7  | 0川田将雅   | 55        | ソダシ               | 440         |
| 0000.10.09 | 東京   | 毎日王冠         | GII  | 芝1800m（良） | 10    | 5     | 5     | 004.70（2人）   | 04着 | 01:44.4（34.6）     | -0.3  | 0川田将雅   | 55        | サリオス             | 440         |
| 0000.12.11 | 沙田   | 香港C            | G1   | 芝2000m（Gd） | 12    | 1     | 12    | 014.00（4人）   | 09着 | R2:01.27（36.88）   | -1.57 | 0J.モレイラ | 55.5      | Romantic Warrior     | 443         |

- 海外の競走の「枠番」欄にはゲート番を記載
- 香港のオッズ・人気は香港ジョッキークラブのもの

## 繁殖成績
|      | 馬名             | 生年   | 性 | 毛色 | 父                 | 馬主 | 厩舎 | 戦績 |
| ---- | ---------------- | ------ | -- | ---- | ------------------ | ---- | ---- | ---- |
| 初仔 | レイパパレの2024 | 2024年 | 牡 | 栗毛 | サートゥルナーリア |      |      |      |

- 2024年9月26日現在

## 血統表
| レイパパレの血統                               | レイパパレの血統                                                      | レイパパレの血統                  | （血統表の出典）           | （血統表の出典） |
| 父系                                           | サンデーサイレンス系                                                  | サンデーサイレンス系              | サンデーサイレンス系       | [ § 2 ]          |
| 父 ディープインパクト 2002年 鹿毛 北海道早来町 | 父の父*サンデーサイレンス Sunday Silence 1986年 青鹿毛 アメリカ       | Halo                              | Hail to Reason             | Hail to Reason   |
| 父 ディープインパクト 2002年 鹿毛 北海道早来町 | 父の父*サンデーサイレンス Sunday Silence 1986年 青鹿毛 アメリカ       | Halo                              | Cosmah                     |                  |
| 父 ディープインパクト 2002年 鹿毛 北海道早来町 | 父の父*サンデーサイレンス Sunday Silence 1986年 青鹿毛 アメリカ       | Wishing Well                      | Understanding              | Understanding    |
| 父 ディープインパクト 2002年 鹿毛 北海道早来町 | 父の父*サンデーサイレンス Sunday Silence 1986年 青鹿毛 アメリカ       | Wishing Well                      | Mountain Flower            |                  |
| 父 ディープインパクト 2002年 鹿毛 北海道早来町 | 父の母*ウインドインハーヘア Wind in Her Hair 1991年 鹿毛 アイルランド | Alzao                             | Lyphard                    | Lyphard          |
| 父 ディープインパクト 2002年 鹿毛 北海道早来町 | 父の母*ウインドインハーヘア Wind in Her Hair 1991年 鹿毛 アイルランド | Alzao                             | Lady Rebecca               |                  |
| 父 ディープインパクト 2002年 鹿毛 北海道早来町 | 父の母*ウインドインハーヘア Wind in Her Hair 1991年 鹿毛 アイルランド | Burghclere                        | Burghclere                 | Burghclere       |
| 父 ディープインパクト 2002年 鹿毛 北海道早来町 | 父の母*ウインドインハーヘア Wind in Her Hair 1991年 鹿毛 アイルランド | Burghclere                        | Highclere                  |                  |
| 母 シェルズレイ 2003年 芦毛 北海道早来町       | 母の父*クロフネ 1998年 芦毛                                           | *フレンチデピュティ French Deputy | Deputy Minister            | Deputy Minister  |
| 母 シェルズレイ 2003年 芦毛 北海道早来町       | 母の父*クロフネ 1998年 芦毛                                           | *フレンチデピュティ French Deputy | Mitterand                  |                  |
| 母 シェルズレイ 2003年 芦毛 北海道早来町       | 母の父*クロフネ 1998年 芦毛                                           | *ブルーアヴェニュー Blue Avenue   | Classic Go Go              | Classic Go Go    |
| 母 シェルズレイ 2003年 芦毛 北海道早来町       | 母の父*クロフネ 1998年 芦毛                                           | *ブルーアヴェニュー Blue Avenue   | Eliza Blue                 |                  |
| 母 シェルズレイ 2003年 芦毛 北海道早来町       | 母の母オイスターチケット 1998年 鹿毛                                  | ウイニングチケット                | *トニービン                | *トニービン      |
| 母 シェルズレイ 2003年 芦毛 北海道早来町       | 母の母オイスターチケット 1998年 鹿毛                                  | ウイニングチケット                | パワフルレディ             |                  |
| 母 シェルズレイ 2003年 芦毛 北海道早来町       | 母の母オイスターチケット 1998年 鹿毛                                  | ナムラピアリス                    | トウショウボーイ           | トウショウボーイ |
| 母 シェルズレイ 2003年 芦毛 北海道早来町       | 母の母オイスターチケット 1998年 鹿毛                                  | ナムラピアリス                    | ヤマニサクラ               |                  |
| 母系(F-No.)                                    | フロリースカップ系(FN:3-l)                                            | フロリースカップ系(FN:3-l)        | フロリースカップ系(FN:3-l) | [ § 3 ]          |
| 5代内の近親交配                                | アウトブリード                                                        | アウトブリード                    | アウトブリード             | [ § 4 ]          |
| 出典                                           | 1. 2. 3. 4.                                                           | 1. 2. 3. 4.                       | 1. 2. 3. 4.                | 1. 2. 3. 4.      |

- 母はローズステークス2着、チューリップ賞2着のシェルズレイ。
- 全兄にホープフルステークス、CBC賞勝ちのシャイニングレイ。
- 伯父にNHKマイルカップ2着のブラックシェル。
- 6代母トサモアー（勝ち鞍に1955年の阪神3歳ステークスなど）の子孫からはリキエイカンやスズカコバン、オースミハルカなどの活躍馬が出ている。さらに牝系を遡ると小岩井農場の名牝フロリースカツプに繋がる。